# Tachycixius distincta
Tachycixius distincta är en insektsart som först beskrevs av Victor Antoine Signoret 1865.  Tachycixius distincta ingår i släktet Tachycixius och familjen kilstritar.
Artens utbredningsområde är Frankrike. Inga underarter finns listade i Catalogue of Life.